# Kvadratni koren števila 5
Kvadratni koren števila 5 je pozitivno realno število, ki pomnoženo samo s seboj da naravno število 5. Točneje se imenuje glavni kvadratni koren števila 5, da se ga ločuje od negativnega števila z enako značilnostjo. Označuje se v obliki surda:
{\displaystyle {\sqrt {5}}\!\,.}    ali   √5,
lahko pa se ga zapiše tudi s potenčnim zapisom kot:
{\displaystyle 5^{1/2}\!\,}    ali    51/2, oziroma z zapisom Unicode 5½.
Število se pojavlja v zapisu števila zlatega reza z ulomkom. Je iracionalno algebrsko število.
Njegova vrednost na 65 desetiških mest je (OEIS A002163):
2,23606797749978969640917366873127623544061835961152572427089724541...
Do sedaj so izračunali vsaj deset milijard desetiških števk (10×109). Zaokrožena vrednost 2,236 je točna z napako manjšo od 0,01 % dejanske vrednosti.

## Dokazi iracionalnosti

### Dokaz z neskončnim spustom
Dokaz iracionalnosti kvadratnega korena števila 5 vsebuje Fermatovo metodo neskočnega spusta:
Predpostavi se, da je {\displaystyle \scriptstyle {\sqrt {5}}\,} racionalno število in se ga izrazi s pokrajšanimi členi (kot popolnoma okrajšani ulomek) {\displaystyle {\tfrac {m}{n}}\,} za naravni števili m in n.
Tako se lahko {\displaystyle \scriptstyle {\sqrt {5}}\,} izrazi z nižjimi členi od {\displaystyle {\tfrac {m}{n}}\,} kot {\displaystyle {\tfrac {5n-2m}{m-2n}}\,}, kar je protislovje. Oba izraza z ulomkoma sta enaka, ker če se ju izenači, križem pomnoži in pokrajša enake aditivne člene, velja: {\displaystyle 5n^{2}=m^{2}\,} in {\displaystyle {\tfrac {m}{n}}=\scriptstyle {\sqrt {5}}\,}, kar je po premisi pravilno. Drugi izraz z ulomkoma za {\displaystyle \scriptstyle {\sqrt {5}}\,} ima najmanjše člene, ker s primerjanjem imenovalcev velja {\displaystyle m-2n<n\,}, ker je {\displaystyle m<3n\,}, ker je {\displaystyle {\tfrac {m}{n}}<3\,} in {\displaystyle \scriptstyle {\sqrt {5}}<3\,}. Števec in imenovalec v drugem izrazu z ulomkoma sta pozitivna, ker je {\displaystyle 2<{\sqrt {5}}<{\tfrac {5}{2}}\,} in {\displaystyle {\tfrac {m}{n}}=\scriptstyle {\sqrt {5}}\,}.

### Dokaz s protislovjem
Pri drugem dokazu se predpostavi, da je {\displaystyle {\sqrt {5}}={\tfrac {m}{n}}\,}, kjer je {\displaystyle {\tfrac {m}{n}}\,} popolnoma okrajšani ulomek:
Če se oba člena pomnožita z n in nato kvadrirata, je:
{\displaystyle 5n^{2}=m^{2}\!\,.}
Če bi bil n sod, bi bili sodi tudi {\displaystyle n^{2}\,}, {\displaystyle m^{2}\,} in m, tako da ulomek ne bi bil {\displaystyle {\tfrac {m}{n}}\,} pokrajšan. Tako, če je n lih, bo po enakem procesu lih tudi m.
Naj je {\displaystyle m=2k+1\,} in {\displaystyle n=2l+1\,}, kjer sta k in l celi števili. Če se v {\displaystyle 5n^{2}=m^{2}\,} zamenja, velja:
{\displaystyle 5(2l+1)^{2}=(2k+1)^{2}\!\,,}
kar se poenostavi v:
{\displaystyle 5(4l^{2}+4l+1)=(4k^{2}+4k+1)\!\,}
in velja:
{\displaystyle 20l^{2}+20l+5=4k^{2}+4k+1\!\,.}
Če se na obeh straneh odšteje 1, velja:
{\displaystyle 20l^{2}+20l+4=4k^{2}+4k\!\,,}
kar se poenostavi v:
{\displaystyle 5l^{2}+5l+1=k^{2}+k\!\,,}
oziroma:
{\displaystyle 5l(l+1)+1=k(k+1)\!\,.}
Izraz {\displaystyle x(x+1)\,} je sod za poljubno celo število x (saj je sod x ali x+1). Zadnji izraz pravi, da je 5 krat sodo število + 1 = sodo, ali liho = sodo. Ne obstaja celo število, ki bi bilo hkrati sodo in liho, zato je to protislovje in {\displaystyle \scriptstyle {\sqrt {5}}\,} je iracionalno število.

## Značilnosti

### Geometrija
Geometrično {\displaystyle \scriptstyle {\sqrt {5}}\,} odgovarja diagonali pravokotnika, katere stranici imata dolžini 1 2, kar je razvidno iz Pitagorovega izreka. Ta pravokotnik se dobi z razpolovitvijo kvadrata, ali z združitvijo dveh enakih kvadratov ob eno stranico. Skupaj z algebrskim izrazom med {\displaystyle \scriptstyle {\sqrt {5}}\,} in Φ to tvori osnovo za geometrijsko konstrukcijo zlatega pravokotnika iz kvadrata, in za konstrukcijo pravilnega petkotnika s podano dolžino stranice, (saj je razmerje med stranico in diagonalo v pravilnem petkotniku enako Φ).
Če se tvori diedrski pravi kot z dvema enakima kvadratoma, ki razpolavljata pravokotnik 1:2, se lahko vidi, da {\displaystyle \scriptstyle {\sqrt {5}}\,} odgovarja tudi razmerju med dolžino robu kocke in najkrajši razdalji med enim njenim ogliščem do nasprotnega pri prečnem rezu površine kocke (najkrajša razdalja pri prečnem rezu skozi notranjost kocke odgovarja dolžini diagonale kocke, ki je enaka produktu med √3 in robom).
Število {\displaystyle \scriptstyle {\sqrt {5}}\,} se lahko algebrsko in geometrično poveže s √2 in √3, saj je enako dolžini hipotenuze pravokotnega trikotnika z dolžinama katet {\displaystyle \scriptstyle {\sqrt {2}}\,} in {\displaystyle \scriptstyle {\sqrt {3}}\,}, kar spet izhaja iz Pitagorovega izreka. Pravokotni trikotniki s takšnimi razmerji se lahko najdejo znotraj kocke: stranica poljubnega trikotnika, ki jo določa središčna točka kocke, eno od njenih oglišč in razpolovišče stranice na eni ploskvi, ki vsebuje tisto oglišče in mu je nasprotna – njihovo razmerje je enako {\displaystyle \scriptstyle {\sqrt {2}}\,}:{\displaystyle \scriptstyle {\sqrt {3}}\,}:{\displaystyle \scriptstyle {\sqrt {5}}\,}. To sledi iz geometrijske povezave med kocko in količinami {\displaystyle \scriptstyle {\sqrt {2}}\,} (razmerje med robom in diagonalo ploskve, ali razdalja med nasprotnimi robovi), {\displaystyle \scriptstyle {\sqrt {3}}\,} (razmerje med robom in diagonalo kocke) in {\displaystyle \scriptstyle {\sqrt {5}}\,} (razmerje omenjeno zgoraj).
Pravokotnik z dolžinama stranic v razmerju 1:{\displaystyle \scriptstyle {\sqrt {5}}\,} se imenuje pravokotnik korena števila 5 in spada v družino korenskih pravokotnikov, podmnožice dinamičnih pravokotnikov, ki imajo za osnovo števila {\displaystyle \scriptstyle {\sqrt {1}}\,} (= 1), {\displaystyle \scriptstyle {\sqrt {2}}\,}, {\displaystyle \scriptstyle {\sqrt {3}}\,}, {\displaystyle \scriptstyle {\sqrt {4}}\,} (= 2), {\displaystyle \scriptstyle {\sqrt {5}}\,}, ... in so zapovrstjo skonstruirani z diagonalo predhodnega korenskega pravokotnika z začetkom pri kvadratu. Pravokotnik korena števila 5 je še posebej znan, ker se lahko razdeli na kvadrat in dva skladna zlata pravokotnika (razsežnosti 1/Φ × 1), ali na dva zlata pravokotnika različnih velikosti (razsežnosti 1/Φ × 1 in 1 × Φ). Lahko se razstavi tudi na dva skladna zlata pravokotnika (razsežnosti 1 × Φ), katerih presečišče tvori kvadrat. Vse to se lahko vidi kot geometrijska predstavitev algebrskih povezav med {\displaystyle \scriptstyle {\sqrt {5}}\,}, Φ in 1/Φ, omenjenih zgoraj. Pravokotnik korena števila 5 se lahko skonstruira iz pravokotnika 1:2 (pravokotnika korena števila 4) ali neposredno iz kvadrata v smislu podobnem za zlati pravokotnik prikazanem na sliki, pri čemer se dolžina loka {\displaystyle {\tfrac {\scriptstyle {\sqrt {5}}}{2}}\,} razširi na obe strani.

### Trigonometrija
Kakor {\displaystyle \scriptstyle {\sqrt {2}}\,} in {\displaystyle \scriptstyle {\sqrt {3}}\,} se tudi {\displaystyle \scriptstyle {\sqrt {5}}\,} velikokrat pojavlja v formulah za točne trigonometrične konstante, na primer sinusi in kosinusi vsakega kota, katerih vrednost v stopinjah je deljiva s 3 ne pa s 15. Najpreprostejše med njimi so:
{\displaystyle {\begin{aligned}\sin {\frac {\pi }{10}}=\sin 18^{\circ }&={\tfrac {1}{4}}({\sqrt {5}}-1)={\frac {1}{{\sqrt {5}}+1}},\\\sin {\frac {\pi }{5}}=\sin 36^{\circ }&={\tfrac {1}{4}}{\sqrt {2(5-{\sqrt {5}})}},\\\sin {\frac {3\pi }{10}}=\sin 54^{\circ }&={\tfrac {1}{4}}({\sqrt {5}}+1)={\frac {1}{{\sqrt {5}}-1}},\\\sin {\frac {2\pi }{5}}=\sin 72^{\circ }&={\tfrac {1}{4}}{\sqrt {2(5+{\sqrt {5}})}}\!\,.\end{aligned}}}
Kot tak je računanje njegove vrednosti pomembno za izdelavo trigonometričnih tabel. Ker je {\displaystyle \scriptstyle {\sqrt {5}}\,} geometrično povezan s polkvadratnimi pravokotniki in petkotniki, se poosto pojavlja tudi v formulah za geometrijske značilnosti likov in teles izvedenih iz njih, kot na primer v formulah za površino in prostornino dodekaedra:
{\displaystyle P=3a^{2}{\sqrt {25+10{\sqrt {5}}}}\!\,}
{\displaystyle V={\frac {a^{3}}{4}}\left(15+7{\sqrt {5}}\right)\!\,.}

### Obratna vrednost
Obratna vrednost {\displaystyle \scriptstyle {\sqrt {5}}\,} je (OEIS A020762):
{\displaystyle {\frac {1}{\sqrt {5}}}=0,4472135954999579392818347337462552470881236719223051448541794490\ldots \!\,.}

### Verižni ulomek
Število {\displaystyle \scriptstyle {\sqrt {5}}\,} je kvadratno iracionalno število in je zato njegov razvoj v neskončni verižni ulomek periodičen (OEIS A040002):
{\displaystyle {\begin{aligned}{\sqrt {5}}&=2+{\cfrac {1}{4+{\cfrac {1}{4+{\cfrac {1}{4+{\cfrac {1}{4+{\cfrac {1}{4+\ddots }}}}}}}}}}\equiv [2;4,4,4,4,4,4,4,\ldots ]\equiv [2;{\overline {4}}]\\&=\left\{{\color {red}{2}},{\frac {7}{3}},{\color {red}{\frac {9}{4}}},{\frac {20}{9}},{\frac {29}{13}},{\color {red}{\frac {38}{17}}},{\frac {123}{55}},{\color {red}{\frac {161}{72}}},{\frac {360}{161}},{\frac {521}{233}},{\color {red}{\frac {682}{305}}},{\frac {2207}{987}},{\color {red}{\frac {2889}{1292}}},{\frac {6460}{2889}},{\frac {9349}{4181}},{\color {red}{\frac {12238}{5473}}},\ldots \right\}\,\!.\end{aligned}}}
Konvergenti verižnega ulomka so označeni z rdečo, njihovi števci so: 2, 9, 38, 161, ... (OEIS A001077), imenovalci pa: 1, 4, 17, 72, ... (OEIS A001076). Drugi členi, označeni s črno, so polkonvergenti. Vrednost vsakega prvega polkonvergenta mora biti boljša od vrednosti predhodnega konvergenta.

### Povezava z zlatim rezom in Fibonaccijevimi števili
Število zlatega reza Φ je aritmetična sredina števila 1 in {\displaystyle \scriptstyle {\sqrt {5}}\,}. Algebrska povezava med {\displaystyle \scriptstyle {\sqrt {5}}\,}, Φ in obratno vrednostjo Φ ({\displaystyle {\tfrac {1}{\Phi }}=\Phi -1\,}) je dana z naslednjimi formulami:
{\displaystyle {\sqrt {5}}=\Phi +{\frac {1}{\Phi }}=2\Phi -1={\frac {2}{\Phi }}+1\!\,}
{\displaystyle \Phi ={\frac {{\sqrt {5}}+1}{2}}\!\,}
{\displaystyle {\frac {1}{\Phi }}={\frac {{\sqrt {5}}-1}{2}}\!\,.}
(Glej razdelek o njihovih geometrijskih predstavitvah kot dekompozicije pravokotnika {\displaystyle \scriptstyle {\sqrt {5}}\,}.)
{\displaystyle \scriptstyle {\sqrt {5}}\,} se lahko izrazi v sklenjeni obliki izraza za Fibonaccijeva števila, formuli, ki se po navadi zapiše s številom zlatega reza:
{\displaystyle F\left(n\right)={\frac {\Phi ^{n}-(1-\Phi )^{n}}{\sqrt {5}}}\!\,.}
Količnik med {\displaystyle \scriptstyle {\sqrt {5}}\,} in Φ (ali produkt {\displaystyle \scriptstyle {\sqrt {5}}\,} in 1/Φ) in njegova obratna vrednost data zanimiv vzorec verižnih ulomkov. Povezani so z razmerji med Fibonaccijevimi in Lucasovimi števili:
{\displaystyle {\frac {\sqrt {5}}{\Phi }}={\frac {5-{\sqrt {5}}}{2}}=1,3819660112501051517\dots =[1;2,1,1,1,1,1,1,1,\ldots ]\!\,,} (OEIS A094874),
{\displaystyle {\frac {\Phi }{\sqrt {5}}}={\frac {5+{\sqrt {5}}}{10}}=0,72360679774997896964\dots =[0;1,2,1,1,1,1,1,1,\ldots ]\!\,,} (OEIS A242671).
Zaporedji konvergentov teh vrednosti data v števcu Fibonaccijeva in v imenovalcu Lucasova števila, ter obratno:
{\displaystyle {1,{\frac {3}{2}},{\frac {4}{3}},{\frac {7}{5}},{\frac {11}{8}},{\frac {18}{13}},{\frac {29}{21}},{\frac {47}{34}},{\frac {76}{55}},{\frac {123}{89}}},\ldots \ldots [1;2,1,1,1,1,1,1,1,\ldots ]\!\,}
in:
{\displaystyle {1,{\frac {2}{3}},{\frac {3}{4}},{\frac {5}{7}},{\frac {8}{11}},{\frac {13}{18}},{\frac {21}{29}},{\frac {34}{47}},{\frac {55}{76}},{\frac {89}{123}}},\ldots \ldots [0;1,2,1,1,1,1,1,1,\ldots ]\!\,.}

### Kvadratni koren števila −5
Množenje {\displaystyle \scriptstyle {\sqrt {5}}\,} z imaginarno enoto da kvadratni koren števila −5, imaginarno število. Točneje:
{\displaystyle {\sqrt {-5}}=\pm {\sqrt {5}}i\!\,.}
Je Eisensteinovo celo število. Izraženo je kot razlika med nerealnimi kubičnimi koreni iz 1, (ki so Eisensteinova cela števila).

### Diofantski približki
Hurwitzev izrek v teoriji diofantskih približkov pravi, da se lahko vsako iracionalno število x predstavi z neskončno mnogo racionalnimi števili {\displaystyle {\tfrac {m}{n}}\,} v okrajšani obliki tako, da velja:
{\displaystyle \left|x-{\frac {m}{n}}\right|<{\frac {1}{{\sqrt {5}}\,n^{2}}}\!\,}
in da je {\displaystyle \scriptstyle {\sqrt {5}}\,} najboljši možni približek v smislu, da za katerokoli večjo konstanto od {\displaystyle \scriptstyle {\sqrt {5}}\,} obstajajo nekatera takšna iracionalna števila x za katera obstaja le končno mnogo takšnih približkov.
Soroden je izrek, da za poljubne tri zaporedne konvergente {\displaystyle {\tfrac {p_{i}}{q_{i}}}\,}, {\displaystyle {\tfrac {p_{i+1}}{q_{i+1}}}\,}, {\displaystyle {\tfrac {p_{i+2}}{q_{i+2}}}\,} števila α, velja vsaj ena od naslednjih neenakosti:
{\displaystyle \left|\alpha -{\frac {p_{i}}{q_{i}}}\right|<{\frac {1}{{\sqrt {5}}q_{i}^{2}}},\qquad \left|\alpha -{\frac {p_{i+1}}{q_{i+1}}}\right|<{\frac {1}{{\sqrt {5}}q_{i+1}^{2}}},\qquad \left|\alpha -{\frac {p_{i+2}}{q_{i+2}}}\right|<{\frac {1}{{\sqrt {5}}q_{i+2}^{2}}}\!\,.}
In {\displaystyle \scriptstyle {\sqrt {5}}\,} v imenovalcu je najboljša možna meja, ker je za konvergente števila zlatega reza razlika na levi strani poljubno blizu vrednosti na desni strani. Še posebej se ne da dobiti ostrejše meje, če se upošteva štiri ali več zaporednih konvergentov.

### Algebra
Kolobar {\displaystyle \mathbb {Z} [{\sqrt {-5}}]\,} vsebuje števila oblike a + b{\displaystyle \scriptstyle {\sqrt {-5}}\,}, kjer so a in b cela števila, {\displaystyle \scriptstyle {\sqrt {-5}}\,} pa je imaginarno število i{\displaystyle \scriptstyle {\sqrt {5}}\,}. Ta kolobar je primer domene celostnosti, ki ni faktorski kolobar. Število 6 se v tem kolobarju lahko razstavi na dva neenakovredna načina:
{\displaystyle 6=2\cdot 3=(1-{\sqrt {-5}})(1+{\sqrt {-5}})\!\,.}
Komutativni obseg {\displaystyle \mathbb {Q} [{\sqrt {-5}}]\,}, kakor katerikoli kvadratni komutativni obseg (kvadratno polje), je abelovska razširitev racionalnih števil. Kronecker-Webrov izrek tako zagotavlja, da se lahko kvadratni koren števila 5 zapiše kot racionalna linearna kombinacija korenov enote:
{\displaystyle {\sqrt {5}}=e^{{\frac {2\pi }{5}}i}-e^{{\frac {4\pi }{5}}i}-e^{{\frac {6\pi }{5}}i}+e^{{\frac {8\pi }{5}}i}\!\,.}

## Računanje

### Konvergenčna metoda
Za računanje {\displaystyle \scriptstyle {\sqrt {5}}\,} obstaja več metod. Ena od njih uporablja rekurzivno zaporedje in da člene [2;,...,an+1], nekatere polkonvergente in delne količnike neskončnega verižnega ulomka:
{\displaystyle a_{1}=\lfloor {\sqrt {k}}\rfloor ,\qquad a_{n+1}={\frac {a_{n}+k}{a_{n}+1}},\quad (n=1,2,3,\ldots )\!\,,}
kjer je {\displaystyle \lfloor {\sqrt {k}}\rfloor \,} celi del števila {\displaystyle k\,}. Za {\displaystyle k=5\,} so prvi približki:
{\displaystyle a_{1}=\lfloor {\sqrt {5}}\rfloor =2\!\,,}
{\displaystyle a_{2}={\frac {a_{1}+5}{a_{1}+1}}={\frac {7}{3}}=2,{\overline {3}}\!\,,}
{\displaystyle a_{3}={\frac {a_{2}+5}{a_{2}+1}}={\frac {11}{5}}=2,2\!\,,}
{\displaystyle a_{4}={\frac {a_{3}+5}{a_{3}+1}}={\frac {9}{4}}=2,25\!\,,}
{\displaystyle a_{5}={\frac {a_{4}+5}{a_{4}+1}}={\frac {29}{13}}=2,{\overline {230769}}\!\,,}
{\displaystyle a_{6}={\frac {a_{5}+5}{a_{5}+1}}={\frac {47}{21}}=2,{\overline {238095}}\!\,,}
{\displaystyle a_{7}={\frac {a_{6}+5}{a_{6}+1}}={\frac {38}{17}}=2,{\overline {2352941176470588}}\!\,,}
{\displaystyle a_{8}={\frac {a_{7}+5}{a_{7}+1}}={\frac {123}{55}}=2,2{\overline {36}}\!\,,}
{\displaystyle {\begin{aligned}a_{9}&={\frac {a_{8}+5}{a_{8}+1}}={\frac {199}{89}}\\&=2,{\overline {235955056179775280898876404494\ldots }}\!\,,\end{aligned}}}
{\displaystyle a_{10}={\frac {a_{9}+5}{a_{9}+1}}={\frac {161}{72}}=2,236{\overline {1}}\!\,,}
{\displaystyle {\begin{aligned}a_{11}&={\frac {a_{10}+5}{a_{10}+1}}={\frac {521}{233}}\\&=2,{\overline {236051502145922746781115879828\ldots }}\!\,,\end{aligned}}}
...
Približki z lihimi indeksi strogo naraščajo in so manjši od {\displaystyle \scriptstyle {\sqrt {5}}\,}, približki s sodimi indeksi pa strogo padajo in so večji od {\displaystyle \scriptstyle {\sqrt {5}}\,}.

### Babilonska metoda
V drugi rekurzivni metodi, ki uporablja aritmetično sredino, približki konvergirajo kvadratično in zaporedje je monotono padajoče. n-ti člen je enak 2n-1-temu konvergentu neskončnega verižnega ulomka. Metodo pripisujejo Heronu, znana pa je bila verjetno že Babiloncem:
{\displaystyle a_{1}=\lfloor {\sqrt {k}}\rfloor ,\qquad a_{n+1}={\frac {1}{2}}\left(a_{n}+{\frac {k}{a_{n}}}\right),\qquad (n=1,2,3,\ldots )\!\,,}
{\displaystyle a_{1}=\lfloor {\sqrt {5}}\rfloor =2\!\,,}
{\displaystyle a_{2}={\frac {1}{2}}\left(a_{1}+{\frac {5}{a_{1}}}\right)={\frac {9}{4}}=2,25\!\,,}
{\displaystyle a_{3}={\frac {1}{2}}\left(a_{2}+{\frac {5}{a_{2}}}\right)={\frac {161}{72}}=2,236{\overline {1}}\!\,,}
{\displaystyle {\begin{aligned}a_{4}&={\frac {1}{2}}\left(a_{3}+{\frac {5}{a_{3}}}\right)={\frac {51841}{23184}}\\&=2,2360{\overline {79779158040027605244996549\ldots }}\!\,,\end{aligned}}}
{\displaystyle {\begin{aligned}a_{5}&={\frac {1}{2}}\left(a_{4}+{\frac {3}{a_{4}}}\right)={\frac {5374978561}{2403763488}}\\&=2,23606{\overline {7977499789696447872828327\ldots }}\!\,,\end{aligned}}}
{\displaystyle {\begin{aligned}a_{6}&={\frac {1}{2}}\left(a_{5}+{\frac {3}{a_{5}}}\right)={\frac {57780789062419261441}{25840354427429161536}}\\&=2,236067977499789696409173668731\ldots \!\,,\end{aligned}}}
...
Prvi člen je lahko tudi drug, ki je bližje iskanemu številu, na primer naslednji lihi približek iz prve metode {\displaystyle {\tfrac {11}{5}}\,}, kar da:
{\displaystyle a_{1}={\frac {11}{5}}=2,2\!\,,}
{\displaystyle a_{2}={\frac {1}{2}}\left(a_{1}+{\frac {3}{a_{1}}}\right)={\frac {123}{55}}=2,2{\overline {36}}\!\,,}
{\displaystyle a_{3}={\frac {1}{2}}\left(a_{2}+{\frac {3}{a_{2}}}\right)={\frac {15127}{6765}}=2,2{\overline {36067997043606799704}}\!\,,}
{\displaystyle {\begin{aligned}a_{4}&={\frac {1}{2}}\left(a_{3}+{\frac {5}{a_{3}}}\right)={\frac {228826127}{102334155}}\\&=2,2{\overline {360679774997897818182013619988}}\!\,,\end{aligned}}}
{\displaystyle {\begin{aligned}a_{5}&={\frac {1}{2}}\left(a_{4}+{\frac {3}{a_{4}}}\right)={\frac {52361396397820127}{23416728348467685}}\\&=2,2{\overline {36067977499789696409173668731\ldots }}\!\,,\end{aligned}}}
...

## Ramanudžanove enakosti
{\displaystyle \scriptstyle {\sqrt {5}}\,} se pojavlja v mnogih Ramanudžanovih enakostih, ki vsebujejo verižne ulomke.
Na primer naslednji primer Rogers-Ramanudžanovega verižnega ulomka:
{\displaystyle {\cfrac {1}{1+{\cfrac {e^{-2\pi }}{1+{\cfrac {e^{-4\pi }}{1+{\cfrac {e^{-6\pi }}{1+\ddots }}}}}}}}=\left({\sqrt {\frac {5+{\sqrt {5}}}{2}}}-{\frac {{\sqrt {5}}+1}{2}}\right)e^{\frac {2\pi }{5}}=e^{\frac {2\pi }{5}}\left({\sqrt {\Phi {\sqrt {5}}}}-\Phi \right)\!\,.}
{\displaystyle {\cfrac {1}{1+{\cfrac {e^{-2\pi {\sqrt {5}}}}{1+{\cfrac {e^{-4\pi {\sqrt {5}}}}{1+{\cfrac {e^{-6\pi {\sqrt {5}}}}{1+\ddots }}}}}}}}=\left({{\sqrt {5}} \over 1+{\sqrt[{5}]{5^{\frac {3}{4}}(\Phi -1)^{\frac {5}{2}}-1}}}-\Phi \right)e^{\frac {2\pi }{\sqrt {5}}}\!\,.}
{\displaystyle 4\int _{0}^{\infty }{\frac {xe^{-x{\sqrt {5}}}}{\cosh x}}\,\mathrm {d} x={\cfrac {1}{1+{\cfrac {1^{2}}{1+{\cfrac {1^{2}}{1+{\cfrac {2^{2}}{1+{\cfrac {2^{2}}{1+{\cfrac {3^{2}}{1+{\cfrac {3^{2}}{1+\ddots }}}}}}}}}}}}}}\!\,.}